# Yolanda Castaño
Yolanda Castaño Pereira (Santiago de Compostela, 19 de abril de 1977) es una poeta española en lengua gallega, así como traductora, editora y gestora cultural independiente. Premio Nacional de Poesía 2023.

## Biografía
Se licenció en Filología Hispánica por la Universidad de La Coruña y realizó también estudios audiovisuales.
Comenzó en el mundo de las letras a mediados de los años 1990 publicando poemas sueltos y su ópera prima, Elevar as pálpebras (1995). Sus siguientes poemarios, Delicia y Vivimos no ciclo das Erofanías (1998), tuvieron ya una excelente acogida de público y crítica. La autora escribe exclusivamente en lengua gallega y, algunos meses después, ella misma se traduce a la lengua castellana, por lo que la mayoría de sus obras se encuentran en ambas lenguas.
La autora destacó con personalidad propia en el mundo poético gallego de los años 1990, obteniendo además varios galardones, fruto de la singularidad y de la apuesta vanguardista de sus composiciones. En esa primera época destaca claramente un predominio singular de la subjetividad, el verbalismo directo, la experimentación con el lenguaje y apuntan, además, algunos de sus temas iniciales, característicos de la poesía urbana. Como Blanca Andreu y Olga Novo, entre otras poetas, incorpora el erotismo a su poesía, sin autocensura.
Además de poemas sueltos en más de treinta lenguas distintas, su poesía se ha publicado en libros individuales en traducción al inglés, francés, italiano, serbio, macedonio y armenio, junto a algunas plaquettes que han visto la luz en castellano, alemán, francés, croata, macedonio, griego y chino.
Además de su dedicación poética, Yolanda Castaño desarrolla una activa faceta como gestora cultural independiente, llegando a crear su propia Residencia para Escritores/as en Galicia. Desde 2009 dirige festivales, talleres de traducción poética y un ciclo mensual de recitales con poetas gallegos e internacionales: Poetas Di(n)versos (La Coruña), el Festival de Poesía Pontepoética (Pontevedra) y el Taller Internacional de Traducción Poética  (Isla de San Simón). La poeta desarrolla internacionalmente talleres literarios, recitales poéticos, videopoesía; participa habitualmente en festivales de poesía y realiza otras muestras de su versátil trabajo. Entre otros lugares, ha dado a conocer su poesía en Europa y América, así como en Túnez, Marruecos, Cabo Verde, Palestina, India, China o Japón. 
Ha sido Secretaria General de la Asociación de Escritores en Lengua Gallega (AELG) y miembro del consejo de la editorial Letras de Cal. Durante años trabajó en televisión y publicó columnas en distintas cabeceras gallegas. Fue responsable de muestras poéticas colectivas, de biografías de poetas, de estudios críticos sobre la Historia Contemporánea de la Poesía Gallega, de traducciones de poetas contemporáneos y de ediciones literarias, con especial dedicación a autores del Este de Europa. Está indexada en un centenar de revistas especializadas, libros colectivos y antologías gallegas, españolas y extranjeras, como Generación Tuteo (2009). Junto a Olga Novo codirigió la revista Valdeleite y durante el año 2007 fue directora de la galería de arte Sargadelos en La Coruña.
La crítica literaria actual se ha ocupado de su poesía en diversos estudios, mostrando interés por nuevos temas en su obra, como la belleza, la identidad o el lenguaje. La autora es una de las más firmes defensoras de la lengua gallega como vehículo de expresión literaria.
En 2023 fue galardonada con el Premio Nacional de Poesía por su obra Materia, destacando el jurado su “poderosa propuesta poética en la que cada estado de la materia se expresa en un tono propio, con poemas de una metafísica doliente y original, que apunta tanto a la vanguardia como al origen con una extraordinaria fuerza evocativa y sensorial".

## Obra

### Poesía
- Elevar as pálpebras (1995).
- Delicia (1998 y 2006).
- Vivimos no ciclo das erofanías (1998). Edición bilingüe gallego-castellano como Vivimos en el ciclo de las Erofanías (2000).
- O libro da egoísta (2003). Edición bilingüe gallego-castellano como Libro de la egoísta (2006).
- Profundidade de campo (2007). Edición bilingüe gallego-castellano como Profundidad de campo (2009).
- Erofanía (2008).
- A segunda lingua (2014). Edición bilingüe gallego-castellano como La segunda lengua (2014).
- Idioma de tinta. Lingua dell'inchiostro (2018). Audiolibro bilingüe con música de Isaac Garabatos.
- O puño e a letra (2018).
- Materia (2022).

### Antologías
- Edénica (2000).
- O puño e a letra (2018). Antología en cómic poético en colaboración con 40 artistas gallegos de cómic.
- Un cobertizo lleno de significados sospechosos (2020).

### Poesía infantil
- Punver (2006). Edición en castellano como Punano y en catalán como En cunki (2020).
- Cando eu saiba ler (2009).
- Mariña surrealista (2009).
- Punver de volta (2009).
- Verdedades (2013).
- Coller as rendas (2015).
- Sementes viaxeiras (2019).
- Paleta Planeta (2021).

### Obras colectivas
- Daquelas que cantan. Rosalía na palabra de 11 escritoras galegas (Padroado Rosalía de Castro, 1997).
- Para saír do século, Nova proposta poética (Xerais, 1997).
- Alguén agarda que volva alí (1998).
- Alguén agarda que volva alí (1998).
- Mulher a fazer vento (Tema, Lisboa, 1998).
- Río de son e vento (Xerais, 1999).
- dEfecto 2000 (Letras de Cal, 1999).
- Milenio (Sial, 1999).
- Novas voces da poesía galega: recital (Consello da Cultura Galega, 2000).
- Manuel María (Ophiusa, 2001).
- Yo es otro. Autorretratos de la nueva poesía (DVD, 2001).
- XVI Festival da Poesia no Condado. Outro mundo é posível (S. C. D. Condado, 2002).
- Diálogos na casa de Rosalía (2002).
- O trazo aberto. Poesías e debuxos (2002, Deputación de Pontevedra).
- O libro dos abanos (Palabras no aire) (Follas Novas, 2002).
- 25 anos de poesía galega 1975-2000 (La Voz de Galicia, 2002).
- Mujeres de carne y verso (La Esfera, 2002).
- Alma de beiramar (Asociación de Escritores en Lingua Galega, 2003).
- Carlos Casares. A semente aquecida da palabra (Consello da Cultura Galega, 2003).
- Intifada. Ofrenda dos poetas galegos a Palestina (Fundación Araguaney, 2003).
- Negra sombra. Intervención poética contra a marea negra (Espiral Maior, 2003).
- Elas 3: antoloxía poética (Unión Comarcal de CCOO de Vigo, 2004).
- Xela Arias, quedas en nós (Xerais, 2004).
- Das sonorosas cordas (Eneida, 2005).
- Cartafol poético para Alexandre Bóveda (Espiral Maior, 2006).
- O desafío das ondas (Autoridade Portuaria da Coruña, 2006).
- Do máis fondo do silencio saen voces (Asociación Cultural Panda de Relacións Laborais, La Coruña, 2006).
- Polifonías: voces poéticas contra a violencia de xénero (Espiral Maior/Xunta de Galicia, 2006).
- Vanakkam. Benvidas (Implicadas no Desenvolvemento, 2007).
- A Coruña á luz das letras (Trifolium, 2008).
- Educación e Paz III. Literatura galega pola Paz (Xerais, 2008).
- Erato bajo la piel del deseo (Sial Ediciones, 2010).
- Pel con pel (Galaxia, 2010).
- Cociñando ao pé da letra (2011). Vigo: Galaxia. Coeditora, xunto á fotógrafa Andrea Costas. 184 páxs.[15]
- Tamén navegar (Toxosoutos, 2011).
- Babelia en galego (Deputación de Pontevedra, 2011).
- A cidade na poesía galega do século XXI (Toxosoutos, 2012).
- Poesía Hexágono. Ollada e Experiencia. Proposta e resposta nas aulas (Apiario, 2014).
- De Cantares Hoxe. Os Cantares Gallegos de Rosalía de Castro no século XXI (Fundación Rosalía de Castro/Radio Galega, 2015).
- 6 poemas 6. Homenaxe a Federico García Lorca, 2015, Biblos Clube de Lectores. Poesía.

## Premios y reconocimientos

### Premios literarios
- III Premio Fermín Bouza Brey (1994).
- II Premio de Poesía Johan Carballeira (1997).
- Premio de la Crítica de poesía gallega (1998).
- Premio a la Mejor Videocreación. Festival Compostela Curtocircuito (2004).
- Premio Mestre Mateo Mejor Comunicador/a de TV (2005).
- Premio de Poesía Espiral Maior (2007).
- Premio El Ojo Crítico RNE (2009).
- XI Premio Fundación Novacaixagalicia.[16]
- Finalista del Premio Nacional de Poesía (2014).
- Premio Irmandade do Libro Autora del año (2015) para las Librerías de Galicia.
- Premio Estandarte al mejor poemario publicado en España (2020).
- Premio de la Crítica Galicia Mejor Iniciativa Cultural (2021).
- Premio Rodolfo Prada en Gestión Cultural (2021).
- XXI Premio Miguel González Garcés (2022).[17]
- Premio de la Crítica (2023) al mejor libro publicado en lengua gallega en 2022, por el poemario Materia. Los premios son otorgado por la Asociación Española de Críticos Literarios.[18]
- Premio Nacional de Poesía (2023) por Materia.
- Premio Cultura Galega das Letras (2023).
- Premio Ramón Piñeiro de Ensayo (2023) por Economía e Poesía: rimas internas.

### Otros galardones
- Premio a la Mejor Videocreación en el Festival Compostela Curtocircuito (2004), por O vídeo da egoísta.

Ha sido distinguida también con ocho becas internacionales de creación en residencia entre 2011 y 2022: en el IWTCR de Rodas (Grecia); en la Villa Waldberta (Múnich); en el Home of International Poets de (Pekín); en el Castillo de Hawthornden (Escocia); en la Fundación Valparaíso (Andalucía), en la Residencia Saari (Finlandia), en la Fundación Uxío Novoneyra (Courel, Lugo) y en Dorland Arts Colony (California).
- Premio Nacional de Poesía 2023 por su obra 'Materia'.[19]